# Klötznersches Haus

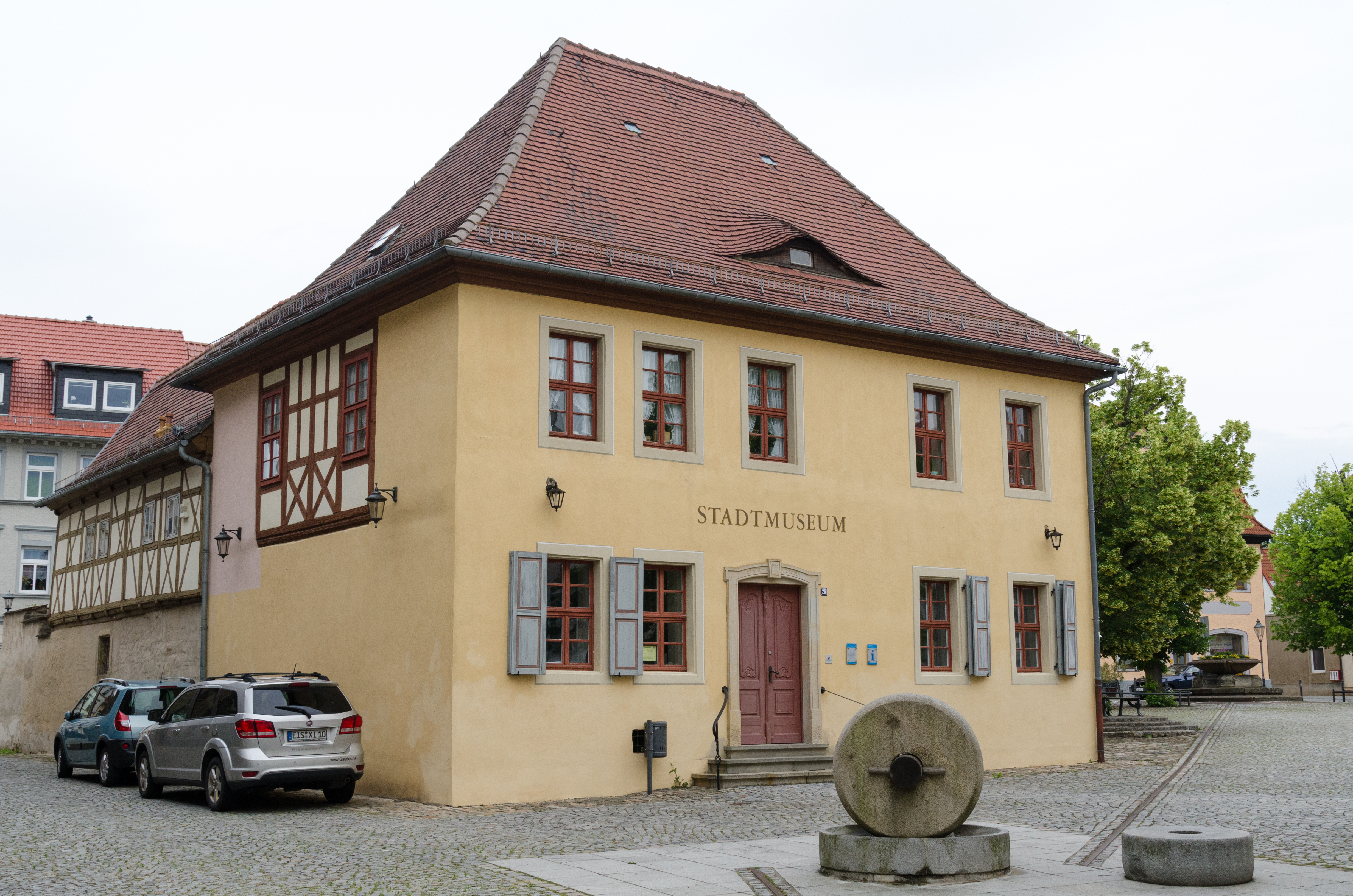
Das Klötznersche Haus 2015

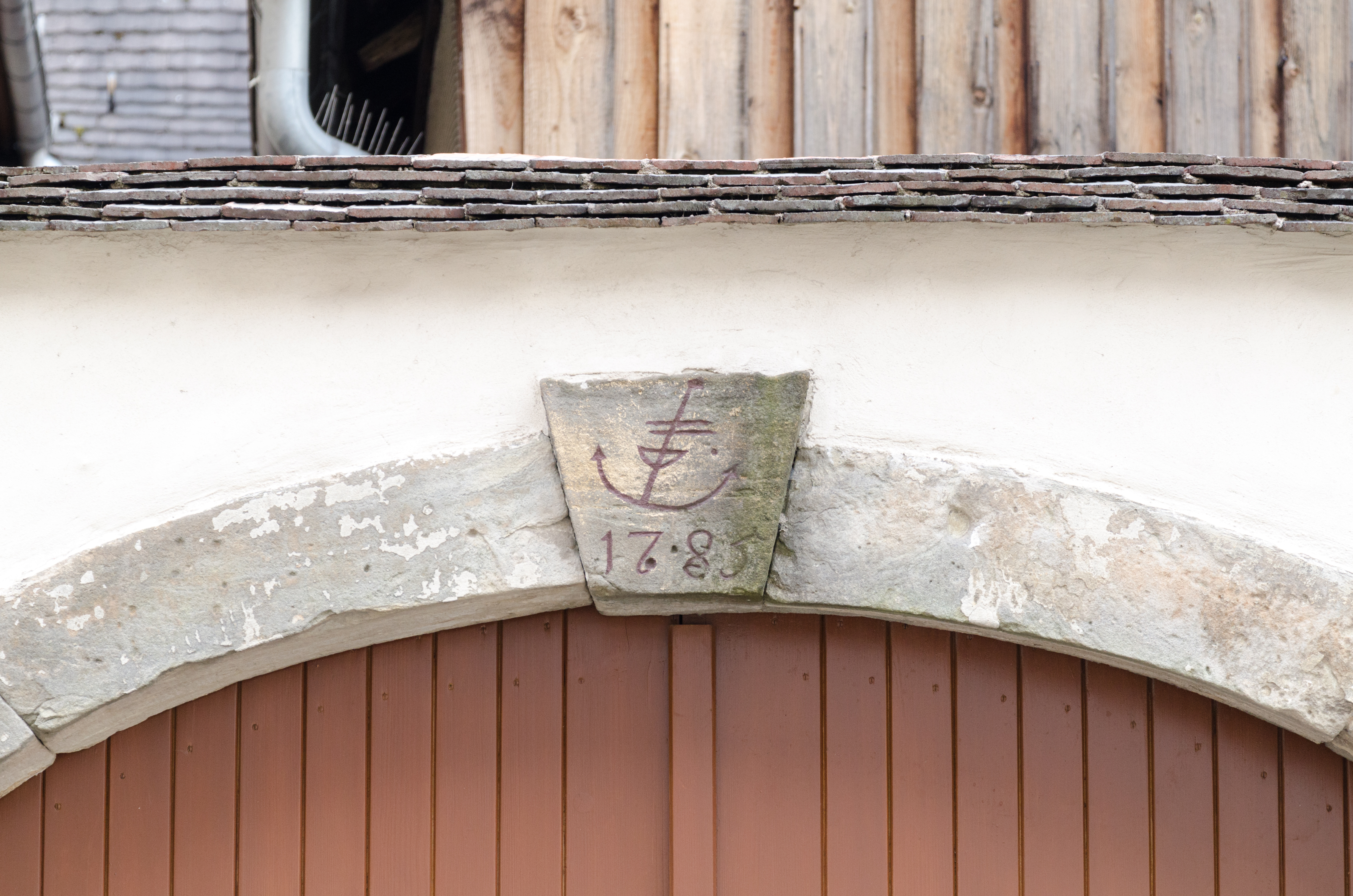
Torbogen mit Inschrift des Umbaudatums

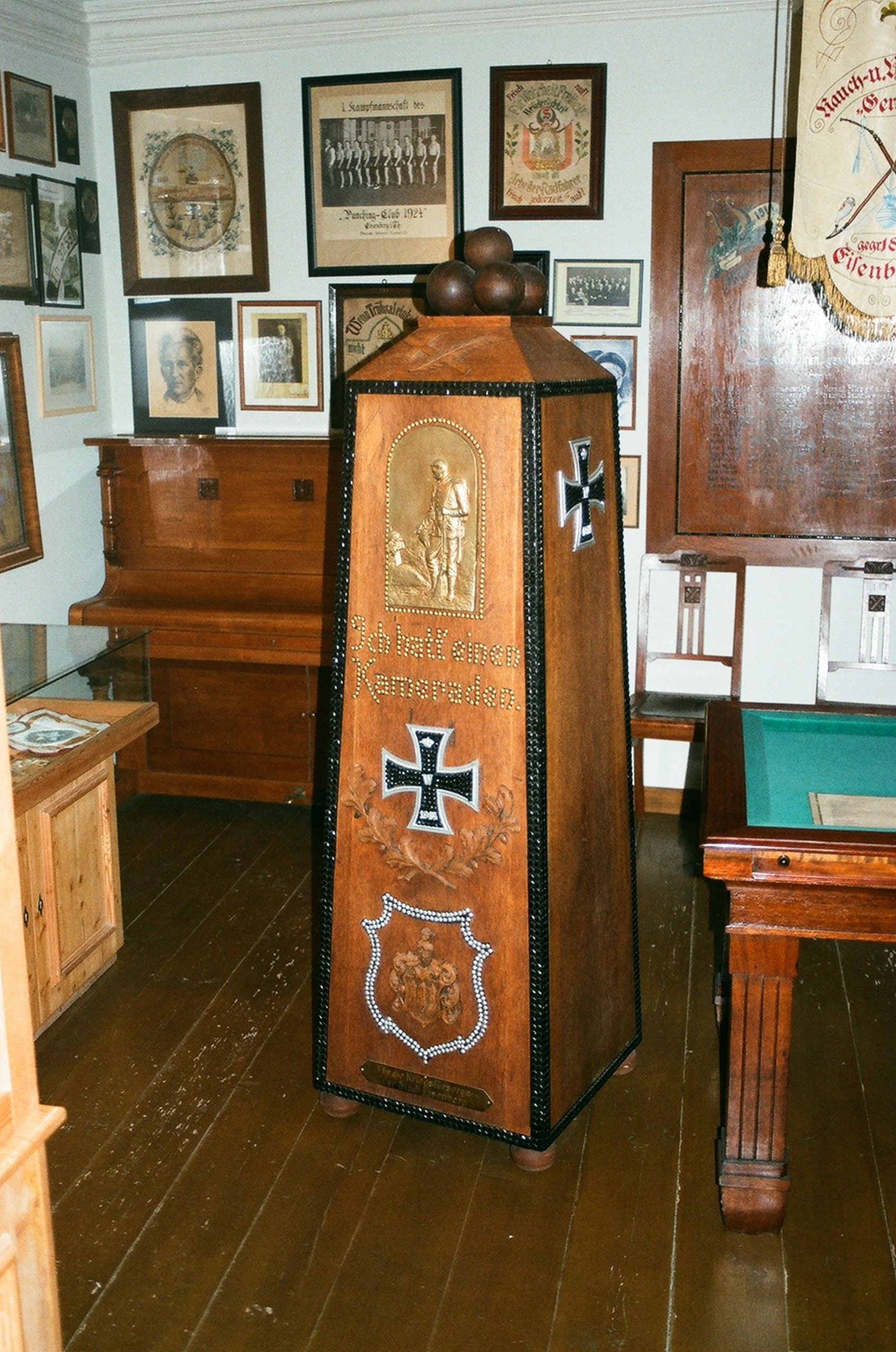
Ausstellungsraum zur Stadtgeschichte im 19. und frühen 20. Jahrhundert

Das Klötznersche Haus ist ein historisches Bürgerhaus am Markt 26 in der Stadt Eisenberg im Saale-Holzland-Kreis in Thüringen. Es ist unter der Flurbezeichnung Gemarkung Eisenberg, Flur 1, Flurstück 161 als Einzeldenkmal in der Liste der Kulturdenkmale in Eisenberg (Thüringen) eingetragen und unterliegt so den Vorschriften des Thüringer Denkmalschutzgesetzes.

## Stadtmuseum Klötznersches Haus

### Geschichte des Hauses
Die Kelleranlagen sollen noch aus dem 13. Jahrhundert stammen. 1555 wurde das Haus erstmals urkundlich erwähnt. 1785 (Inschrift am Schlussstein des Torbogens) wurde es durchgreifend erneuert. 1911 verkaufte der letzte Privatbesitzer, Karl Friedrich Klötzner, das Haus an die Stadt. Diese vermietete es bis 1984 als Wohnhaus.

### Stadtmuseum
1992, nach der Wende, wurde das zuvor leerstehende und sanierungsbedürftige Haus durch die Stadt Eisenberg als das Stadtmuseum umgebaut und eingerichtet. Zuvor hatte sich seit 1953 in Schloss Friedrichstanneck ein Kreisheimatmuseum in Trägerschaft des Kreises befunden, das jedoch 1980 wegen baulicher Mängel und Nutzungskonflikten geschlossen worden war. So gab es über 12 Jahre lang kein Museum, das sich mit der Eisenberger Regionalgeschichte beschäftigte.
Heute stellt das Museum die Geschichte des Hauses, der Stadt und der Eisenberger Industrie vor und zeigt alte Zeugnisse der Herzogtümer Sachsen-Eisenberg und Sachsen-Altenburg. Besonderheiten sind die „Schwarze Küche“ mit ihrer mittelalterlichen Ausstattung und der 14 Meter tiefe Schacht im Gewölbekeller. Stadtführungen mit Startpunkt am Stadtmuseum sind nach vorheriger Anmeldung möglich. Neu im Museum befindet sich ein eigener Ausstellungsraum über den sagenhaften „Eisenberger Mohren“, der auch im Stadtwappen abgebildet ist.